# Петрова (Ольхонский район)
Петро́ва — деревня в Ольхонском районе Иркутской области. Входит в Еланцынское муниципальное образование. 

## География
Находится в 8 км к юго-западу от районного центра, села Еланцы, в полукилометре юго-восточнее региональной автодороги 25К-003 Баяндай — Хужир.

## Население
| 2002 | 2010 | 2011 | 2012 |
| ---- | ---- | ---- | ---- |
| 40   | ↘37  | →37  | ↘36  |

По данным Всероссийской переписи, в 2010 году в деревне проживало 37 человек (20 мужчин и 17 женщин).